# Gnathocera flavovirens
Gnathocera flavovirens är en skalbaggsart som beskrevs av Hermann Julius Kolbe 1892. Gnathocera flavovirens ingår i släktet Gnathocera och familjen Cetoniidae. Utöver nominatformen finns också underarten G. f. morettoi.